# Babieniec
Babieniec (deutsch Babziens) ist ein Dorf in Polen in der Woiwodschaft Ermland-Masuren im Powiat Kętrzyński (Kreis Rastenburg) in der Gmina Korsze (Stadt- und Landgemeinde Korschen).

## Geographische Lage
Babieniec liegt am Südufer des Babienieckie Jezioro in der nördlichen Mitte der Woiwodschaft Ermland-Masuren, zwölf Kilometer westlich der Kreisstadt Kętrzyn (deutsch Rastenburg).

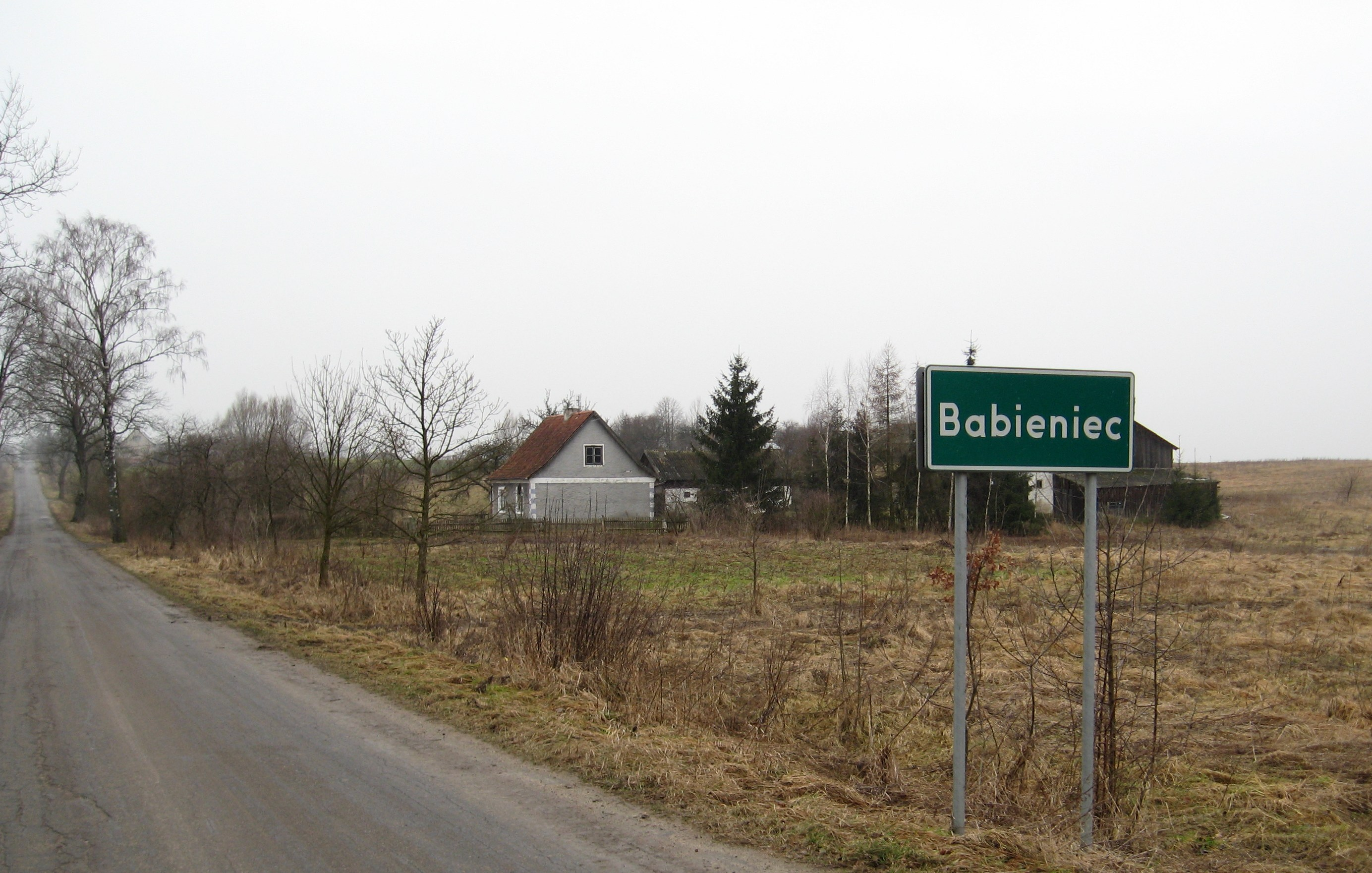
Ortseinfahrt Babieniec

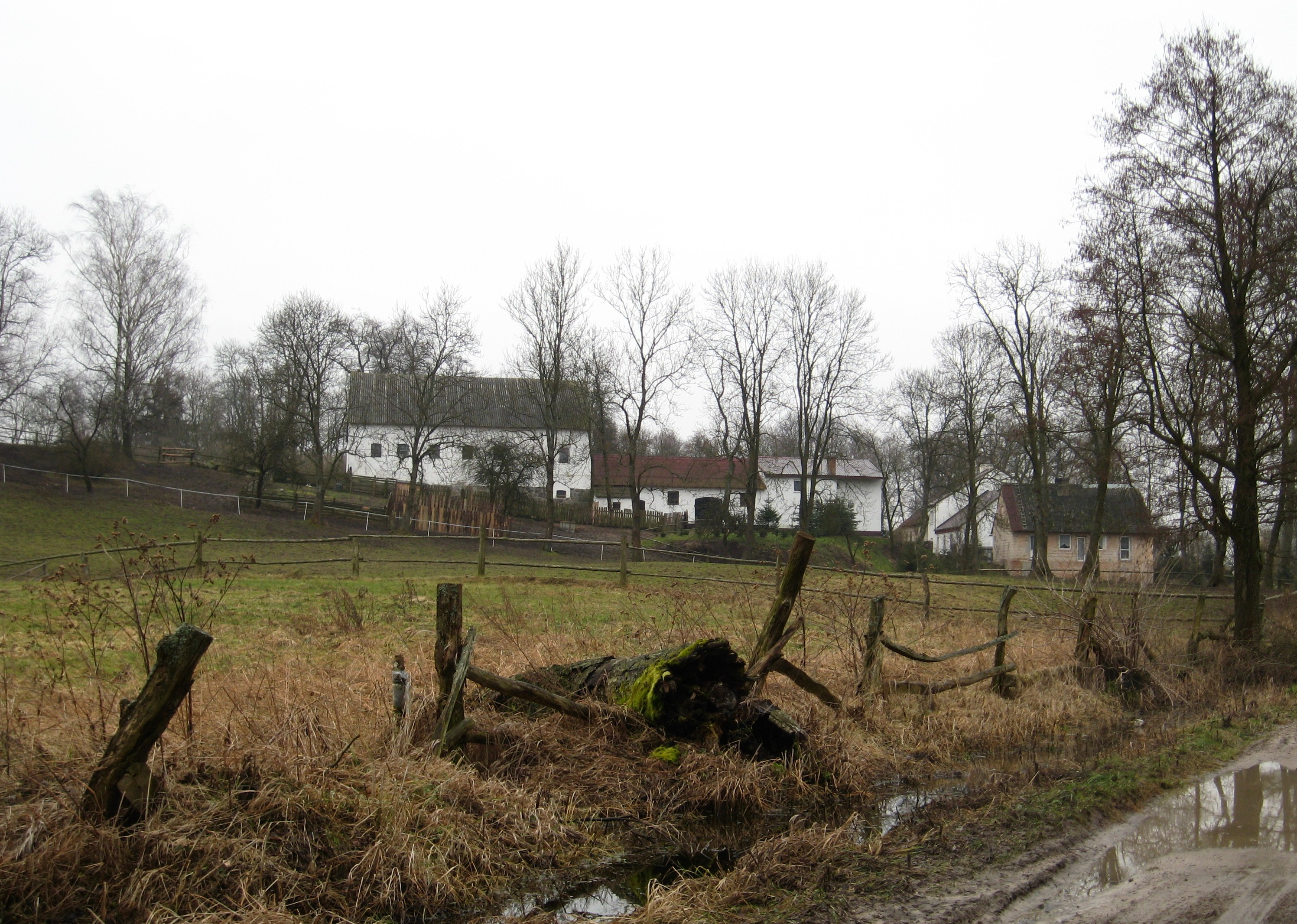
Blick auf Babieniec

## Geschichte

### Ortsname
Der Ort wurde 1374 als Babaten und in den polonisierten Schreibweisen Babazayn und Babaczin erwähnt. Die Namensbedeutung ist unklar: „boba“ (eine Fischart) oder „babo“ (Bohne).

### Ortsgeschichte
Babzins wurde 1390 nach Kulmer Recht mit 40 Hufen Fläche angelegt. 1785 wurde es als „adlig Gut und Bauerdorf mit 19 Feuerstellen“, 1820 als „adlig Dorf und Vorwerk mit 14 Feuerstellen und 186 Seelen“ genannt.
Im Jahre 1874 kam Babziens zum neu errichteten Amtsbezirk Tolksdorf (polnisch Tołkiny) der zum Kreis Rastenburg im Regierungsbezirk Königsberg in der preußischen Provinz Ostpreußen gehörte. Am 1. April 1938 wurde der Nachbarort Junkerken (polnisch Jutrkowo, nicht mehr existent) nach Babziens eingegliedert.
In Baziens gab es ein Gasthaus, das aber nicht besonders gut lief, sodass der Betreiber nur die Hälfte der Abgaben der anderen Bewohner zahlen musste.
1973 bildete der Ort einen Gemeindeverbund mit zwei anderen Orten.
Bei einer Verwaltungsreform 1975 wurde Babieniec Teil der neu gebildeten Woiwodschaft Olsztyn und blieb es bis zu deren Auflösung. Ab 1999 war das Dorf dann Teil der Woiwodschaft Ermland-Masuren. Es ist Sitz eines Schulzenamtes (polnisch Sołectwo) innerhalb der Stadt- und Landgemeinde Korsze (Korschen) im Powiat Kętrzyński (Kreis Rastenburg).

### Einwohnerzahlen
| 1820 | 1939 | 1970 | 2004 |
| ---- | ---- | ---- | ---- |
| 186  | 346  | 148  | 125  |

## Kirche
Bis 1945 war Babziens in die evangelische Kirche Schönfließ (polnisch Kraskowo) in der Kirchenprovinz Ostpreußen der Kirche der Altpreußischen Union sowie in die katholische Kirche Korschen (polnisch Korsze) im Bistum Ermland eingepfarrt.
Heute gehört Babieniec evangelischerseits zur Pfarrei Kętrzyn in der Diözese Masuren der Evangelisch-Augsburgischen Kirche in Polen, katholischerseits zur Pfarrei Kraskowo im jetzigen Erzbistum Ermland.

## Verkehr

### Straße
Babieniec ist von der Woiwodschaftsstraße 592 (ehemalige deutsche Reichsstraße 135) aus zu erreichen: sowohl von Dzikowina (Eberstein) als auch von Kraskowo (Schönfließ) aus. Eine Nebenstraße führt außerdem von der Woiwodschaftsstraße 590 von Worpławki (Worplack) aus nach Babieniec.

### Schienen
Die nächstliegende Bahnstation für Babiniec ist Tołkiny (Tolksdorf) und liegt an der Bahnstrecke Białystok–Ełk–Korsze (deutsch Bialystok–Lyck–Korschen).